# Republičke lige 1954-1955
Le Republičke lige 1954-1955 (Leghe repubblicane 1954-1955) furono la nona edizione della terza divisione jugoslava.
Data la riforma della seconda divisione (dal girone unico a 5 gironi) nel 1955, vi furono grandi cambiamenti anche per la terza serie: dai 6 gironi delle Leghe repubblicane si passò dalla stagione successiva ad un format di 14 gironi inter-repubblicani.
| Repubblica                 | Torneo                                         |
| -------------------------- | ---------------------------------------------- |
| R.S. Slovenia R.S. Croazia | Hrvatsko-Slovenska liga                        |
| R.S. Bosnia ed Erzegovina  | Liga Bosne i Hercegovine                       |
| R.S. Serbia                | Srpska liga Sever (Nord) Srpska liga Jug (Sud) |
| R.S. Montenegro            | Crnogorska liga                                |
| R.S. Macedonia             | Makedonska liga                                |

## Slovenia-Croazia
|                         | Pos. | Squadra            | Pt | G  | V  | N | P  | GF | GS | QR    |
| ----------------------- | ---- | ------------------ | -- | -- | -- | - | -- | -- | -- | ----- |
|                         | 1.   | RNK Spalato        | 30 | 22 | 14 | 2 | 6  | 45 | 23 | 1,956 |
|                         | 2.   | Borovo             | 27 | 22 | 13 | 1 | 8  | 39 | 24 | 1,625 |
|                         | 3.   | Rijeka             | 27 | 22 | 11 | 5 | 6  | 29 | 19 | 1,526 |
|                         | 4.   | Trešnjevka         | 26 | 22 | 11 | 4 | 7  | 45 | 28 | 1,607 |
|                         | 5.   | Sebenico           | 26 | 22 | 12 | 2 | 8  | 47 | 32 | 1,281 |
|                         | 6.   | Segesta            | 25 | 22 | 10 | 5 | 7  | 36 | 30 | 1,200 |
|                         | 7.   | Tekstilac Varaždin | 24 | 22 | 9  | 6 | 7  | 36 | 33 | 1,090 |
|                         | 8.   | ŽNK Lubiana        | 21 | 22 | 7  | 7 | 8  | 36 | 25 | 1,440 |
|                         | 9.   | Branik Maribor     | 18 | 22 | 7  | 4 | 11 | 30 | 45 | 0,666 |
|                         | 10.  | Železničar Maribor | 17 | 22 | 7  | 2 | 12 | 29 | 47 | 0,617 |
|                         | 11.  | Uljanik            | 14 | 22 | 5  | 4 | 13 | 17 | 41 | 0,414 |
|                         | 12.  | Kladivar Celje     | 9  | 22 | 4  | 1 | 17 | 23 | 76 | 0,302 |
| Fonte: exyufudbal.in.rs |      |                    |    |    |    |   |    |    |    |       |

Legenda:
      Promossa in Druga Liga 1955-1956 direttamente.
      Promossa in Druga Liga 1955-1956 dopo le qualificazioni.
  Partecipa agli spareggi-promozione.
      Retrocessa nella divisione inferiore.
Regolamento:
Due punti a vittoria, uno a pareggio, zero a sconfitta.
In caso di arrivo di due o più squadre a pari punti, la graduatoria viene stilata secondo il quoziente reti.
Note:
Tekstilac Varaždin, Železničar Maribor e Kladivar Celje passano in Varaždin-Maribor-Celje liga.
Uljanik passa in Podsavezna liga Pula.

## Bosnia Erzegovina
|                         | Pos. | Squadra            | Pt | G  | V  | N | P  | GF | GS | QR    |
| ----------------------- | ---- | ------------------ | -- | -- | -- | - | -- | -- | -- | ----- |
|                         | 1.   | Sloboda Tuzla      | 24 | 18 | 11 | 2 | 5  | 36 | 22 | 1,636 |
|                         | 2.   | Bosna Visoko       | 22 | 18 | 9  | 4 | 5  | 28 | 29 | 0,965 |
|                         | 3.   | Borac Banja Luka   | 20 | 18 | 7  | 6 | 5  | 36 | 23 | 1,565 |
|                         | 4.   | Bratstvo Travnik   | 19 | 18 | 8  | 3 | 7  | 37 | 33 | 1,121 |
| [ 3 ]                   | 5.   | Bosna Sarajevo     | 19 | 18 | 8  | 3 | 7  | 31 | 29 | 1,068 |
|                         | 6.   | Leotar             | 18 | 18 | 8  | 2 | 8  | 27 | 32 | 0,843 |
|                         | 7.   | Kozara             | 17 | 18 | 6  | 5 | 7  | 32 | 40 | 0,800 |
|                         | 8.   | Tekstilac Derventa | 16 | 18 | 7  | 2 | 9  | 32 | 31 | 1,032 |
|                         | 9.   | Rudar Kakanj       | 13 | 18 | 3  | 7 | 8  | 29 | 40 | 0,725 |
|                         | 10.  | Lokomotiva Mostar  | 12 | 18 | 5  | 2 | 11 | 35 | 44 | 0,795 |
| Fonte: exyufudbal.in.rs |      |                    |    |    |    |   |    |    |    |       |

Legenda:
      Promossa in Druga Liga 1955-1956 direttamente.
      Promossa in Druga Liga 1955-1956 dopo le qualificazioni.
  Partecipa agli spareggi-promozione.
      Retrocessa nella divisione inferiore.
Regolamento:
Due punti a vittoria, uno a pareggio, zero a sconfitta.
In caso di arrivo di due o più squadre a pari punti, la graduatoria viene stilata secondo il quoziente reti.
Note:
Kozara passa in Podsavezna liga Banja Luka.
Tekstilac Derventa passa in Podsavezna liga Tuzla.
Rudar Kakanj passa in Podsavezna liga Sarajevo.
Lokomotiva Mostar passa in Podsavezna liga Mostar.

## Serbia
Finale per il titolo serbo ininfluente per la promozione, valida solo per il prestigio.
| Squadra 1      | Totale | Squadra 2           | Andata | Ritorno |
| -------------- | ------ | ------------------- | ------ | ------- |
| FINALE SERBIA  |        |                     |        |         |
| Dinamo Pančevo | 4–3    | Radnički Kragujevac | 2–2    | 2–1     |

### Nord
|                         | Pos. | Squadra            | Pt | G  | V  | N | P  | GF | GS | DR    |
| ----------------------- | ---- | ------------------ | -- | -- | -- | - | -- | -- | -- | ----- |
|                         | 1.   | Dinamo Pančevo     | 30 | 22 | 13 | 4 | 5  | 40 | 19 | 2,105 |
|                         | 2.   | Šumadija Belgrado  | 28 | 22 | 11 | 6 | 5  | 55 | 34 | 1,617 |
|                         | 3.   | Jedinstvo Zemun    | 28 | 22 | 12 | 4 | 6  | 49 | 35 | 1,400 |
|                         | 4.   | Jedinstvo S.Pazova | 26 | 22 | 11 | 4 | 7  | 36 | 27 | 1,333 |
|                         | 5.   | Bačka B. Palanka   | 26 | 22 | 11 | 4 | 7  | 47 | 43 | 1,093 |
|                         | 6.   | Radnički Sombor    | 25 | 22 | 12 | 1 | 9  | 44 | 26 | 1,692 |
|                         | 7.   | Banat Kikinda      | 22 | 22 | 9  | 4 | 9  | 39 | 32 | 1,218 |
|                         | 8.   | Čukarički          | 21 | 22 | 8  | 5 | 9  | 28 | 43 | 0,651 |
|                         | 9.   | Slavija Novi Sad   | 18 | 22 | 7  | 4 | 11 | 31 | 32 | 0,968 |
|                         | 10.  | Železničar Inđija  | 15 | 22 | 5  | 5 | 12 | 28 | 51 | 0,549 |
|                         | 11.  | Novi Sad           | 14 | 22 | 5  | 4 | 13 | 31 | 53 | 0,584 |
|                         | 12.  | Senta              | 11 | 22 | 5  | 1 | 16 | 27 | 60 | 0,450 |
| Fonte: exyufudbal.in.rs |      |                    |    |    |    |   |    |    |    |       |

Legenda:
      Promossa in Druga Liga 1955-1956 direttamente.
      Promossa in Druga Liga 1955-1956 dopo le qualificazioni.
  Partecipa agli spareggi-promozione.
      Retrocessa nella divisione inferiore.
Regolamento:
Due punti a vittoria, uno a pareggio, zero a sconfitta.
In caso di arrivo di due o più squadre a pari punti, la graduatoria viene stilata secondo il quoziente reti.
Note:
Banat Kikinda, Čukarički, Slavija Novi Sad, Železničar Inđija, Novi Sad e Senta passano nelle Međupodsavezne lige.

### Sud
|                         | Pos. | Squadra              | Pt | G  | V  | N | P  | GF | GS | DR    |
| ----------------------- | ---- | -------------------- | -- | -- | -- | - | -- | -- | -- | ----- |
|                         | 1.   | Radnički Kragujevac  | 35 | 22 | 16 | 3 | 3  | 58 | 23 | 2,521 |
|                         | 2.   | Radnički Niš         | 28 | 22 | 13 | 2 | 7  | 59 | 34 | 1,735 |
|                         | 3.   | Timok                | 28 | 22 | 12 | 4 | 6  | 39 | 27 | 1,444 |
|                         | 4.   | Sloga Kraljevo       | 25 | 22 | 10 | 5 | 7  | 50 | 33 | 1,515 |
|                         | 5.   | Budućnost Valjevo    | 25 | 22 | 10 | 5 | 7  | 42 | 41 | 1,024 |
|                         | 6.   | Mladi Radnik         | 24 | 22 | 10 | 4 | 8  | 38 | 34 | 1,117 |
|                         | 7.   | Šumadija Aranđelovac | 24 | 22 | 10 | 4 | 8  | 22 | 39 | 0,564 |
|                         | 8.   | Smederevo            | 21 | 22 | 9  | 3 | 10 | 48 | 42 | 1,142 |
|                         | 9.   | Radnički Svilajnac   | 17 | 22 | 7  | 3 | 12 | 37 | 42 | 0,880 |
|                         | 10.  | Kosova Priština      | 17 | 22 | 8  | 1 | 13 | 41 | 49 | 0,836 |
|                         | 11.  | Bor                  | 12 | 22 | 5  | 2 | 15 | 32 | 58 | 0,551 |
|                         | 12.  | Metalac Smederevo    | 8  | 22 | 3  | 2 | 17 | 15 | 64 | 0,234 |
| Fonte: exyufudbal.in.rs |      |                      |    |    |    |   |    |    |    |       |

Legenda:
      Promossa in Druga Liga 1955-1956 direttamente.
      Promossa in Druga Liga 1955-1956 dopo le qualificazioni.
  Partecipa agli spareggi-promozione.
      Retrocessa nella divisione inferiore.
Regolamento:
Due punti a vittoria, uno a pareggio, zero a sconfitta.
In caso di arrivo di due o più squadre a pari punti, la graduatoria viene stilata secondo il quoziente reti.
Note:
Metalac Smederevo passa in Podsavezna liga Beograd.
Radnički Svilajnac passa in Podsavezna liga Kragujevac.

## Montenegro
|                         | Pos. | Squadra               | Pt | G  | V  | N | P  | GF | GS | QR    |
| ----------------------- | ---- | --------------------- | -- | -- | -- | - | -- | -- | -- | ----- |
|                         | 1.   | Sutjeska              | 26 | 14 | 12 | 2 | 0  | 48 | 18 | 2,666 |
|                         | 2.   | Mladost Titograd      | 16 | 14 | 6  | 4 | 4  | 25 | 19 | 1,315 |
|                         | 3.   | Radnički Nikšić       | 14 | 14 | 5  | 4 | 5  | 37 | 21 | 1,761 |
|                         | 4.   | Radnički Ivangrad     | 14 | 14 | 6  | 2 | 6  | 27 | 27 | 1,000 |
|                         | 5.   | Jedinstvo Herceg Novi | 13 | 14 | 6  | 1 | 7  | 27 | 32 | 0,843 |
|                         | 6.   | Iskra Danilovgrad     | 13 | 14 | 6  | 1 | 7  | 16 | 32 | 0,500 |
|                         | 7.   | Arsenal Tivat         | 10 | 14 | 4  | 2 | 8  | 23 | 35 | 0,657 |
|                         | 8.   | Mornar                | 6  | 14 | 3  | 0 | 11 | 17 | 36 | 0,472 |
| Fonte: exyufudbal.in.rs |      |                       |    |    |    |   |    |    |    |       |

Legenda:
      Promossa in Druga Liga 1955-1956 direttamente.
      Promossa in Druga Liga 1955-1956 dopo le qualificazioni.
  Partecipa agli spareggi-promozione.
      Retrocessa nella divisione inferiore.
Regolamento:
Due punti a vittoria, uno a pareggio, zero a sconfitta.
In caso di arrivo di due o più squadre a pari punti, la graduatoria viene stilata secondo il quoziente reti.
Note:
Iskra Danilovgrad e Mornar passano in Podsavezna liga Titograd.

## Macedonia
|                         | Pos. | Squadra           | Pt       | G        | V        | N        | P        | GF       | GS       | QR       |
| ----------------------- | ---- | ----------------- | -------- | -------- | -------- | -------- | -------- | -------- | -------- | -------- |
|                         | 1.   | Metalac Skopje    | 31       | 21       | 14       | 3        | 4        | 62       | 22       | 2,818    |
|                         | 2.   | Pobeda Prilep     | 28       | 21       | 12       | 4        | 5        | 63       | 29       | 2,172    |
|                         | 3.   | Tikveš Kavadarci  | 28       | 21       | 12       | 4        | 5        | 45       | 30       | 1,500    |
|                         | 4.   | Rabotnik Bitola   | 27       | 21       | 11       | 5        | 5        | 56       | 33       | 1,696    |
|                         | 5.   | Pobeda Veles      | 22       | 21       | 10       | 2        | 9        | 60       | 56       | 1,017    |
|                         | 6.   | Bregalnica Štip   | 20       | 21       | 9        | 2        | 10       | 52       | 58       | 0,896    |
|                         | 7.   | Belasica          | 19       | 21       | 8        | 3        | 10       | 35       | 46       | 0,760    |
|                         | 8.   | Kožuf             | 18       | 21       | 4        | 10       | 7        | 37       | 43       | 0,860    |
|                         | 9.   | Bratstvo Gostivar | 18       | 21       | 8        | 2        | 11       | 36       | 48       | 0,750    |
|                         | 10.  | Sloga Skopje      | 15       | 21       | 5        | 5        | 11       | 29       | 43       | 0,674    |
|                         | 11.  | Prespa Resen      | 10       | 21       | 4        | 2        | 15       | 27       | 70       | 0,385    |
|                         | 12.  | Karaorman         | Ritirato | Ritirato | Ritirato | Ritirato | Ritirato | Ritirato | Ritirato | Ritirato |
| Fonte: exyufudbal.in.rs |      |                   |          |          |          |          |          |          |          |          |

Legenda:
      Promossa in Druga Liga 1955-1956 direttamente.
      Promossa in Druga Liga 1955-1956 dopo le qualificazioni.
  Partecipa agli spareggi-promozione.
      Retrocessa nella divisione inferiore.
Regolamento:
Due punti a vittoria, uno a pareggio, zero a sconfitta.
In caso di arrivo di due o più squadre a pari punti, la graduatoria viene stilata secondo il quoziente reti.